# Asure (hinduizem)
Asure so v hinduizmu razred božjih bitij, ki so jih v  brahmanizmu kot bogove, neodvisne od daritev in obredov, razvrednotili v demone in jih imeli za antibogove (a-sure), v nasprotju z razredom dev in sur, ovisnih od daritev. Privzemjo lahko katerokoli podobo. K njim spadajo dajtje in danave. Njihovi znani uničevalci so Durga, Šiva in Višnu. Prebivale so v Patalah. Kot sovražniki dev so Asure lahko upodobljene z debelim trupom in živalsko glavo ali pa samo kot žival. 